# جاك هاريس (سياسي كندي)
جاك هاريس هو سياسي كندي، ولد في 16 سبتمبر 1917 في كندا، وتوفي في 12 يونيو 1997 في تورونتو في كندا. حزبياً، نشط في حزب أونتاريو المحافظ التقدمي. وقد انتخب عضو برلمان مقاطعة أونتاريو.